# Úřední osoba
Úřední osoba je právní pojem, zavedený českým trestním zákoníkem pro určité kategorie profesí a ústavních činitelů vykonávajících veřejnou moc, kterým je prostřednictvím tohoto zákona poskytována určitá ochrana a zároveň vyžadována zvláštní odpovědnost. Trestá se tak jak násilí proti úřední osobě nebo vyhrožování jí, ale zároveň i pokud by svou pravomoc zneužila. Vždy se ovšem vyžaduje, aby takový případný trestný čin byl spáchán v souvislosti s její pravomocí a odpovědností. Osoba jiného státu nebo mezinárodní organizace v podobném postavení se považuje za úřední osobu, pokud tak stanoví mezinárodní smlouva.
Pojem úřední osoby od roku 2010 nahradil dřívější označení veřejný činitel.
Pojem úřední osoba však používají i jiné právní předpisy. Například správní řád za úřední osobu považuje každou osobu bezprostředně se podílející na výkonu pravomoci správního orgánu.

## Jednotlivé úřední osoby
Úřední osobou v České republice je:
- soudce,
- státní zástupce,
- prezident republiky, poslanec, senátor, člen vlády a ten, kdo zastává funkci v jiném orgánu veřejné moci,
- člen zastupitelstva a odpovědný úředník orgánu veřejné moci (např. za jistých okolností i vykonavatel soudního exekutora[6])
- příslušník ozbrojených sil, bezpečnostního sboru a strážník obecní policie,
- soudní exekutor (v exekučním řízení),
- notář (v dědickém řízení),
- finanční arbitr a jeho zástupce,
- ten, kdo byl ustanoven lesní stráží, stráží přírody, mysliveckou stráží nebo rybářskou stráží.